# The Wailers
|  | Aquest article tracta sobre el grup d'ska i reggae previ a la formació de Bob Marley & The Wailers. Vegeu-ne altres significats a «Wailers (desambigüació)». |

The Wailers fou un grup de ska, rocksteady i reggae format a Kingston, Jamaica, l'any 1963 i constituït per Bob Marley, Junior Braithwaite, Beverley Kelso, Bunny Wailer, Peter Tosh, i Cherry Smith. Foren anomenats The Teenagers, The Wailing Rudeboys, The Wailing Wailers, i finalment The Wailers. L'any 1966, Braithwait, Kelso i Smith van abandonar la banda, que quedà reduïda al trio Marley, Wailer i Tosh.
Algunes de les cançons més notables dels Wailers van ser gravades conjuntament amb Lee "Scratch" Perry i la seva banda d'estudi, The Upsetters. A principis dels 70, els germans Aston i brother Carlton Barrett, dels Upsetters, van passar a formar la banda dels Wailers, la banda de suport de Bob Marley.
Els Wailers van gravar cançons de reggae revolucionàries com "Simmer Down", "Trenchtown Rock", "Nice Time", "Stir It Up" i "Get Up, Stand Up".
Els Wailers van separar-se l'any 1974, i els tres membres van dedicar-se a les seves respectives carreres en solitari. Bob Marley obtingué fama internacional amb el grup Bob Marley & The Wailers (on la banda de suport era formada pels Wailers i les I Threes). Peter Tosh i Bunny Wailer també van gaudir d'unes carreres en solitari exitoses a mesura que la música reggae guanyava popularitat al llarg dels anys 70 i 80. Word, Sound and Power i The Solomonic Orchestra foren les seves respectives bandes de suport.
La majoria dels membres originals del grup han mort. Marley va morir l'any 1981, Tosh, el 1987, Braithwaite, el 1999, i Smith, l'any 2008. Bunny Wailer i Beverley Kelso són els únics membres que segueixen vius.

## Membres
- Bob Marley (1963-1974)
- Peter McIntosh/Tosh (1963-1974)
- Bunny Livingston/Wailer (1963-1974)
- Junior Braithwaite (1963-1964)
- Beverley Kelso (1963-1965) (veus)
- Cherry Smith (1963-1966) (veus)
- Constantine Walker (1966-1967) (veus)